# Deutsche Leichtathletik-Hallenmeisterschaften 1972
Die 19. Deutschen Leichtathletik-Hallenmeisterschaften wurden vom 25. bis 26. Februar 1972 in der Stuttgarter Killesberg Halle ausgetragen.
Das 10.000-Meter-Gehen der Männer wurde am 13. Februar in Hamburg ausgetragen.

## Medaillengewinner Männer
| Disziplin      | Gold                                                                                         | Leistung    | Silber                                                                                          | Leistung    | Bronze                                                                                   | Leistung       |
| -------------- | -------------------------------------------------------------------------------------------- | ----------- | ----------------------------------------------------------------------------------------------- | ----------- | ---------------------------------------------------------------------------------------- | -------------- |
| 60 m           | Gerhard Wucherer (USC Mainz)                                                                 | 6,6 s       | Manfred Schumann (SV Bayer 04 Leverkusen)                                                       | 6,6 s       | Gernot Hirscht (SV Polizei Hamburg)                                                      | 6,7 s          |
| 200 m          | Manfred Ommer (SV Bayer 04 Leverkusen)                                                       | 21,3 s      | Peter Sassnink (FV Salamander Kornwestheim)                                                     | 21,6 s      | Walter Linder (LG Frankfurt)                                                             | 21,7 s         |
| 400 m          | Georg Nückles (Kehler FV)                                                                    | 46,9 s      | Ulrich Reich (SV Bayer 04 Leverkusen)                                                           | 47,2 s      | Peter Bernreuther (SV Bayer 04 Leverkusen)                                               | 48,0 s         |
| 800 m          | Lowell Paul (LG Freiburg)                                                                    | 1:49,5 min  | Thomas Wessinghage (USC Mainz)                                                                  | 1:50,5 min  | Willi Rieger (VfL Waiblingen)                                                            | 1:51,7 min     |
| 1500 m         | Paul-Heinz Wellmann (TV 1885 Haiger)                                                         | 3:49,2 min  | Christian Collisy (TuS Rot-Weiß Koblenz)                                                        | 3:51,1 min  | Urs Lufft (LG Ratio Münster)                                                             | 3:51,4 min     |
| 3000 m         | Jürgen May (LG Kreis Hanau)                                                                  | 8:00,0 min  | Ulrich Brugger (Stuttgarter Kickers)                                                            | 8:02,6 min  | Werner Girke (VfL Wolfsburg)                                                             | 8:05,4 min     |
| 60 m Hürden    | Manfred Schumann (SV Bayer 04 Leverkusen)                                                    | 7,7 s       | Dieter Gebhard (LG Bodensee) Werner Eikmeier (LG ATV/RTV Düsseldorf)                            | 7,9 s       | nicht vergeben                                                                           | nicht vergeben |
| 4 × 400 m      | SV Bayer 04 Leverkusen (Benno Knobloch, Martin Jellinghaus, Ulrich Reich, Peter Bernreuther) | 3:11,9 min  | TV Wattenscheid 01 (Karl-Hermann Tofaute, Hermann Schnieders, Heinrich Schwarz, Hermann Köhler) | 3:13,4 min  | VfL Wolfsburg (Hans-Heinrich Martens, Klaus Achilles, Klaus Heinrich, Hans-Dieter Löber) | 3:16,4 min     |
| 3 × 1000 m     | LG Ratio Münster (Wolfgang Riesinger, Harald Norpoth, Franz-Josef Kemper)                    | 7:05,4 min  | LG Gütersloh (Achim Stober, Johannes Dickhut, Peter Döbler)                                     | 7:18,2 min  | OSC Dortmund (Bernd Engelhardt, Godehard Brysch)                                         | 7:20,0 min     |
| 10.000 m Gehen | Bernd Kannenberg (LAC Quelle Fürth)                                                          | 42:34,8 min | Gerhard Weidner (LG Salzgitter)                                                                 | 44:16,6 min | Wilfried Wesch (Eintracht Frankfurt)                                                     | 44:41,6 min    |
| Hochsprung     | Hans-Jörg Wildförster (TSV 1860 München)                                                     | 2,15 m      | Lothar Doster (FV Salamander Kornwestheim)                                                      | 2,12 m      | Roland Hartmann (SV Bayer 04 Leverkusen)                                                 | 2,12 m         |
| Stabhochsprung | Hans-Jürgen Ziegler (KSV Hessen Kassel)                                                      | 5,20 m      | Heinfried Engel (USC Mainz)                                                                     | 5,10 m      | Volker Ohl (SG Arheilgen)                                                                | 5,00 m         |
| Weitsprung     | Hans Baumgartner (TV Heppenheim)                                                             | 7,92 m      | Bernd Roos (USC Mainz)                                                                          | 7,50 m      | Hermann Latzel (OSC Dortmund)                                                            | 7,47 m         |
| Dreisprung     | Michael Sauer (USC Mainz)                                                                    | 16,35 m     | Joachim Kugler (USC Mainz)                                                                      | 15,89 m     | Rolf Liebs (LG Dinslaken-Walsum)                                                         | 15,72 m        |
| Kugelstoßen    | Ferdinand Schladen (LC Bonn)                                                                 | 19,10 m     | Rolf Engels (Rot-Weiß Oberhausen)                                                               | 18,58 m     | Gerhard Steines (LG Lahn-Dill Wetzlar)                                                   | 18,49 m        |

## Medaillengewinner Frauen
| Disziplin   | Gold                                                                                  | Leistung   | Silber                                                                          | Leistung   | Bronze | Leistung   |
| ----------- | ------------------------------------------------------------------------------------- | ---------- | ------------------------------------------------------------------------------- | ---------- | --- | ---------- |
| 60 m        | Annegret Richter (OSC Dortmund)                                                       | 7,2 s      | Inge Helten (DJK boullo Andernach)                                              | 7,3 s      | Christiane Krause (ASC Darmstadt)                                                                                         | 7,6 s      |
| 200 m       | Rita Wilden (TuS 04 Leverkusen)                                                       | 23,6 s     | Christine Tackenberg (LG Erlangen)                                              | 25,0 s     | Annegret Kroniger (USC Mainz)                                                                                             | 24,1 s     |
| 400 m       | Christel Frese (ASV Köln)                                                             | 54,0 s     | Erika Weinstein (TuS 04 Leverkusen)                                             | 54,1 s     | Inge Bödding (LG Nord-West Hamburg)                                                                                       | 54,1 s     |
| 800 m       | Gisela Ellenberger (TuS 04 Leverkusen)                                                | 2:07,1 min | Christa Merten (SV Bayer 04 Leverkusen)                                         | 2:07,7 min | Gertrud Theissen (ASV Köln)                                                                                               | 2:11,7 min |
| 1500 m      | Ellen Tittel (TuS 04 Leverkusen)                                                      | 4:22,1 min | Gerda Ranz (TV Erkheim)                                                         | 4:26,2 min | Christel Rosenthal (ASC Darmstadt)                                                                                        | 4:27,9 min |
| 60 m Hürden | Inge Schell (TSV 1860 München)                                                        | 8,4 s      | Ursula Farthmann (Osnabrücker TV)                                               | 8,4 s      | Walburga Waneck (TSV 1860 München)                                                                                        | 8,5 s      |
| 4 × 200 m   | TuS 04 Leverkusen (Jutta Kahmeier, Ursula Schruff, Rita Wilden, Heidemarie Rosendahl) | 1:37,9 min | SuS Schalke 96 (Karin Schallau, Birgit Grinder, Monika Tabor, Ursula Leuschner) | 1:38,9 min | OSC Dortmund (Bärbel Engster, Gabriele Huwe, Ortrud Patzwald, Annegret Richter)                                           | 1:39,8 min |
| Hochsprung  | Karen Mack (TSV 1860 München)                                                         | 1,73 m     | Karin Wagner (USC Mainz)                                                        | 1,73 m     | Gabriele Kirchner (TV Heppenheim) Karin Niemeyer (TG 1846 Göttingen) Gabriele Trümpelmann (LG VfL Gladbeck / TV Gladbeck) | 1,70 m     |
| Weitsprung  | Heidemarie Rosendahl (TuS 04 Leverkusen)                                              | 6,48 m     | Brigitte Roesen (OSC Dortmund)                                                  | 6,36 m     | Christa Herzog (Hamburger SV)                                                                                             | 6,23 m     |
| Kugelstoßen | Liesel Westermann (TuS 04 Leverkusen)                                                 | 16,72 m    | Sigrun Kofink (LG Tübingen)                                                     | 16,51 m    | Brigitte Berendonk (USC Heidelberg)                                                                                       | 15,60 m    |